# Evippa jabalpurensis
Evippa jabalpurensis là một loài nhện trong họ Lycosidae.
Loài này thuộc chi Evippa. Evippa jabalpurensis được Pawan U. Gajbe miêu tả năm 2004.